# Leandro Gracián
Leandro Gracián (Buenos Aires, 6 agosto 1982) è un ex calciatore argentino con passaporto spagnolo, di ruolo centrocampista o attaccante.

## Carriera
Nell'aprile del 2010 contro il Banfield ha segnato dopo soli 2 secondi dalla ripresa del gioco una rete direttamente dal calcio d'inizio. Il gol è il più veloce di sempre in Argentina.

## Palmarès

### Club

#### Competizioni nazionali
- Campionato argentino: 2

Vélez Sarsfield: Clausura 2005
Boca Juniors: Apertura 2008

#### Competizioni internazionali
- Coppa Libertadores: 1

Boca Juniors: 2007
- Coppa Sudamericana: 1

Independiente: 2010
- Recopa Sudamericana: 1

Boca Juniors: 2008